# Lech Poznań
Lech Poznań (celým názvem Kolejowy Klub Sportowy Lech Poznań Spółka Akcyjna) je polský fotbalový klub. Název Lech odkazuje na mytologického zakladatele polského národa, který se pod stejným jménem vyskytuje i v českých národních pověstech (bratři Čech a Lech). Klub vznikl v roce 1922 pod názvem Lutnia Dębiec. Poté mnohokrát změnil svůj název. Roku 1933 byl klub navázán na polské státní dráhy, což trvalo až do roku 1994. Proto se klubu říká dodnes též Kolejorz (železničář).

Na mezinárodní scéně dosáhl klub největšího úspěchu v sezóně 2008–2009, kdy postoupil ze skupiny Poháru UEFA do třetího kola, kde vypadl s italským klubem Udinese Calcio.

## Úspěchy
- 9× vítěz Ekstraklasy (1982/83, 1983/84, 1989/90, 1991/92, 1992/93, 2009/10, 2014/15[2], 2021/2022, 2024/25)
- 5× vítěz polského fotbalového poháru (1981/82, 1983/84, 1987/88, 2003/04, 2008/09)[3]
- 6× vítěz polského Superpoháru (1990, 1992, 2004, 2009, 2015, 2016)[4]

## Odkazy

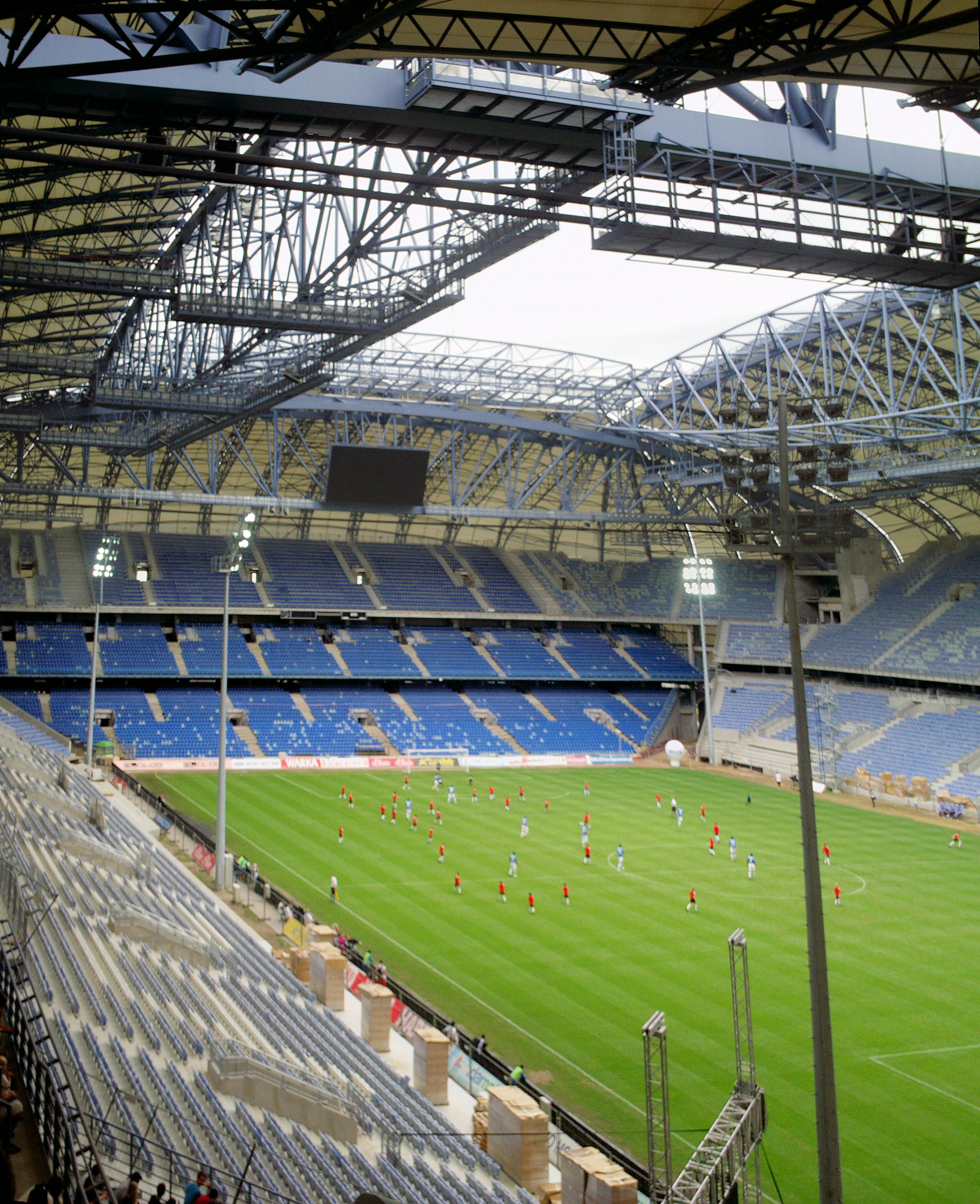
Městský stadion (Poznaň)

## Známí hráči

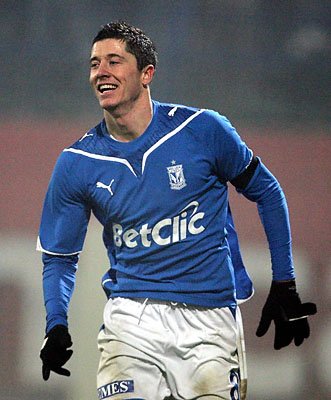
Robert Lewandowski

- Paulus Arajuuri
- Jarosław Araszkiewicz
- Jacek Bąk
- Kebba Ceesay
- Barry Douglas
- Kasper Hämäläinen
- Andrzej Juskowiak
- Tamás Kádár
- Marcin Kikut
- Sjarhej Krywez
- Robert Lewandowski
- Karol Linetty
- Gergő Lovrencsics
- Rafał Murawski
- Szymon Pawłowski
- Sławomir Peszko
- Matúš Putnocký
- Jerzy Podbrożny
- Piotr Reiss
- Artjoms Rudņevs
- Sisi
- Semir Štilić
- Piotr Świerczewski
- Mirosław Trzeciak
- Marcin Wasilewski
- Artur Wichniarek
- Grzegorz Wojtkowiak
- Maciej Żurawski